# 1539 Borrelly
1539 Borrelly је астероид главног астероидног појаса чија средња удаљеност од Сунца износи 3,151 астрономских јединица (АЈ).
Апсолутна магнитуда астероида је 10,6.